# Orimarga (Orimarga) frommeri
Orimarga (Orimarga) frommeri is een tweevleugelige uit de familie steltmuggen (Limoniidae). De soort komt voor in het Palearctisch gebied.